# Handball Oderzo
L'Handball Oderzo è una società sportiva con sede ad Oderzo.

La sezione maschile disputa il campionato di Serie B, terzo livello del Campionato italiano di pallamano maschile.
La società ha anche una sezione maschile di beach handball, che si è laureata campione d'Italia per tre volte nella sua storia.

## Storia

### Origini
L'allora Pallamano Oderzo-Fontanelle nasce nel 1994 dall'amore del prof. Giuseppe Dal Molin per questo sport quasi sconosciuto in terra opitergina. I primi successi importanti arrivano nel 1998, quando l'under 18 maschile approda alle fasi interregionali.
Organizzando vari tornei scolastici, sia maschili che femminili, per i ragazzi delle medie opitergine e fontanellensi, nel 2001 decide di portare una piccola schiera di ragazzine al Trofeo Topolino di pallamano, tenutosi a Malo. All'esordio, la squadra conquista il primo posto, uscendo imbattuta da tutti i match. Inizia così la storia della pallamano opitergina femminile.
Parte di quella squadra milita in serie B, squadra femminile maggiore della società.
Negli anni seguenti nasce e prende forma la società attuale e aumentano sempre più le reclute, grazie soprattutto al lavoro del professore con i ragazzi delle medie e alla passione di familiari ed amici degli atleti. Con il nome di Pallamano Oderzo-Fontanelle, che diventerà poi l'odierna Pallamano Oderzo, ragazzi e ragazze prendono parte a numerosi campionati giovanili, facendo accrescere a poco a poco la fama della società.
Nel 2003 i ragazzi dell'under 15 diventano i vice campioni d'Italia, e nel 2005 conquistano il bronzo nelle finali nazionali. 

### L'unione col CUS Venezia
Tra il 2007-2008 ed il 2009-2010 nasce un'unione societaria con il CUS Venezia,conclusosi in modo negativo a causa di divergenze di opinione nella gestione sportiva. Durante questo sodalizio, molti atleti opitergini, anche giovanissimi, hanno avuto la possibilità di giocare in una serie di alto livello come l'A2, affiancando gli atleti cussini. Alcuni di loro vengono anche convocati nella Nazionale allievi.
Nel 2008 i ragazzi under 16 conquistano il titolo regionale, ma nonostante questo non brillano nelle finali nazionali; le ragazze under 16 si laureano campionesse regionali e poi vice campionesse d'Italia alle finali di Pescara, mentre i ragazzi under 14 conquistano lo scudetto a Misano Adriatico.
I più piccoli, gli under 12 e gli under 10 partecipano ai tornei locali e regionali, ottenendo molti successi.
Nell'anno sportivo 2009/2010, la prima squadra maschile dell'Oderzo ottiene la promozione dalla serie C alla serie B, mentre l'Under 18 conquista il secondo posto alle finali nazionali.

### La 'nuova' Pallamano Oderzo
Con l'inizio del nuovo anno sportivo 2010/2011, la società vede necessaria la separazione dal CUS Venezia.
Dal 28-11 all'11-12-2010 la società ospita l'evento "Women's Handball WCH Brazil 2011", ovvero le qualificazioni ai mondiali di pallamano femminile. Le nazionali che prendono parte all'evento sono Lituania, Bulgaria, Repubblica Ceca ed Italia. Membro della nazionale maggiore è anche Anna Serafini diciottenne opitergina, cresciuta tra le file della Pallamano Oderzo e coinvolta per anni nel progetto Esercito-FIGH Futura Roma.
Riguardo alla squadra maggiore, si decide di iscriverla al campionato di A2 per l'anno successivo, valutando i risultati ottenuti sufficienti per competere con squadre di una serie superiore alla B. La scelta, nonostante un inizio difficilissimo a causa della separazione dal CUS Venezia e la difficoltà nel riottenere i cartellini dei giocatori, si rivelerà positiva, poiché i ragazzi ottengono a fine anno la promozione in A1 e vincono il campionato italiano di Beach Handball.
La Pallamano Oderzo è detentrice del titolo italiano maschile di Beach Handball per l'anno 2011/2012.
In seguito a questo risultato, la società decide di basare la propria filosofia su un progetto che coinvolge principalmente i giovani, ritenendo indispensabile il fiorire del vivaio per il prosieguo dell'avvenire pallamanistico opitergino. Per questo motivo, accanto al campionato maggiore, si decide di partecipare a più campionati giovanili, cosicché tutti i ragazzi abbiamo la possibilità di giocare.
I ragazzi Under 20 ottengono a fine anno il secondo posto alle finali nazionali. Luca Zoppa, Ardian Iballi e Andrea Paladin ottengono premi individuali per il gioco espresso durante le finali.
Il 2012/2013 vede il cambio organizzativo delle serie da parte della FIGH e l'Oderzo decide, pur avendone la possibilità, di non iscrivere i ragazzi della serie maggiore in A1, per concedere ancora un anno di maturazione al gruppo, ancora giovanissimo e in fase di cambiamento per gli impegni universitari di molti atleti. Branko Dumnic diviene nuovo allenatore della maschile, portando la squadra alla promozione nella Prima Divisione Nazionale. I ragazzi Under20 conquistano l'argento alle finali nazionali Luca Zoppa, Ardian Iballi e Andrea Paladin ottengono premi individuali per il gioco espresso durante le finali.
La femminile intraprende nuovamente la serie B e ottiene a fine anno la promozione, sotto la guida di Nicoleta Rosca. È la prima promozione ottenuta dalle ragazze nella storia della società.
Per quanto riguarda la prima squadra maschile nell'anno 2013/2014, la pallamano Oderzo opta per una fusione con la vicina realtà della pallamano EmmeTi.
Tramite questa alleanza, le due società(Pallamano Oderzo avendo diritto di partecipazione all'A1, la Pallamano EmmeTi neoretrocessa in serie A2) creano una squadra maggiore unica, mantenendo tuttavia proprie giovanili. Il progetto fallisce nel corso dell'annata sportiva. I ragazzi retrocedono in A2, ma ottengono un ripescaggio e decidono di ritentare per l'annata successiva con il campionato di A1.
I ragazzi under20 ottengono il terzo posto alle finali nazionali di categoria. Ardian Iballi riceve il premio quale capocannoniere del torneo.
L'under 14 e l'under 12 ottengono entrambe il primato in classifica regionale, approdando alle finali nazionali
La prima squadra femminile si vede costretta a giocare nuovamente nel campionato di serie B, avendo la società deciso di non accettare la promozione. Numerose sono le atlete che decidono allora di lasciare la squadra. A fine campionato, le ragazze ottengono un secondo posto che consente comunque l'accesso alla serie A2, grazie alla modifica dei campionati.
Al 2015/2016, la squadra maschile milita, con nuovi innesti e sotto la guida del coach Bufardeci, in serie B, campionato regionale. Le ragazze in Serie A - seconda divisione, guidate da mister De Toni. Vengono mantenuti i numerosi campionati giovanili.

### Handball Oderzo
Con la retrocessione in Serie B avvenuta al termine della stagione 2020-2021, la sezione maschile della Pallamano Oderzo si scinde dalla storica società e si iscrive ai campionati maschili con il nome di Handball Oderzo. La prima squadra maschile viene riaffidata ad Angelo Bufardeci, di ritorno sulla panchina opitergina dopo tre anni. Il primo anno in Serie B termina con un settimo posto assoluto nell'Area 3; a luglio viene vinto il terzo Scudetto nel beach handball, battendo i rivali del Grosseto agli shoot-out.

## Eventi
- A dicembre 2010, la Pallamano Oderzo ospita l'accesso ai play off di giugno 2011 per i mondiali di handball femminile in Brasile. L'Italia non passa il turno, pur avendo vinto contro Lituania e Bulgaria, a causa della scongitta contro la Repubblica Ceca.[10]
- Dal 30 maggio al 3 giugno 2012 la società ospita l'evento "FinalOderzo2012"[11], durante il quale si svolgono la partita delle qualificazioni agli europei femminili di Olanda 2012 contro le campionesse del mondo Croate e le finali nazionali Under20. Alle finali partecipa la squadra under20 dell'Oderzo.
- Il 4 ottobre 2012 Oderzo ospita le nazionali femminili italiana e polacca, per il primo turno di qualificazione ai mondiali di Serbia 2013[12]. L'Italia esce sconfitta 32 a 11[13].

## Palmarès

### Competizioni nazionali
- Coppa Italia di Serie A2: 1
2017-2018

### Competizioni giovanili
- Campionato italiano Under 14:
2007-08

### Beach Handball
- Campionato italiano di beach handball: 4
2011, 2017, 2022, 2024

## Rosa 2022-2023
|    | Naz.              | Ruolo | Sportivo             | Anno |  |  |
| -- | ----------------- | ----- | -------------------- | ---- |  |  |
| 1  | Serbia (bandiera) | GK    | Milovanovic Marko    | 1992 |  |  |
| 2  | Italia (bandiera) | PV    | Uliana Stefano       | 1994 |  |  |
| 3  | Italia (bandiera) | T     | Christian Ologu      | 2006 |  |  |
| 4  | Italia (bandiera) | A     | Diego Fadel          | 2001 |  |  |
| 6  | Italia (bandiera) | PV    | Alex Marcuzzo (C)    | 1994 |  |  |
| 7  | Italia (bandiera) | T     | Ilario Bortolot      | 1996 |  |  |
| 8  | Italia (bandiera) | T     | Luca Argentin        | 1990 |  |  |
| 9  | Italia (bandiera) | A     | Enrico Cattai (VC)   | 1990 |  |  |
| 10 | Italia (bandiera) | C     | Andrea De Conti      | 1995 |  |  |
| 11 | Italia (bandiera) | T     | Manuel Marcuzzo      | 1998 |  |  |
| 12 | Italia (bandiera) | A     | Nicola Battistella   | 2002 |  |  |
| 13 | Italia (bandiera) | T     | Enrico Perin         | 2002 |  |  |
| 14 | Italia (bandiera) | C     | Mattia Parro         | 2006 |  |  |
| 15 | Italia (bandiera) | A     | Christian Marchesin  | 2001 |  |  |
| 16 | Italia (bandiera) | GK    | Leonardo Canzian     | 2003 |  |  |
| 17 | Italia (bandiera) | C     | Nicola Cambruzzi     | 1994 |  |  |
| 19 | Italia (bandiera) | T     | Enrico Cella         | 2004 |  |  |
| 20 | Italia (bandiera) | GK    | Alberto Makosa       | 1999 |  |  |
| 21 | Italia (bandiera) | T     | Davide Giolo         | 1995 |  |  |
| 22 | Italia (bandiera) | A     | Filippo Franceschini | 1993 |  |  |
| 23 | Italia (bandiera) | A     | Riccardo Skerlic     | 2006 |  |  |
| 47 | Italia (bandiera) | T     | Cosmin Pintilie      | 2006 |  |  |
| 61 | Italia (bandiera) | A     | Enrico Ragni         | 2006 |  |  |